# Mémoires sur la Révolution de France et recherches sur les causes qui ont amené la Révolution de 1789 et celles qui l'ont suivie
Mémoires sur la Révolution de France et recherches sur les causes qui ont amené la Révolution de 1789 et celles qui l'ont suivie est un livre de mémoires politiques du comte de Vaublanc, paru en 1833.
La Révolution de 1830 générée, selon le  comte de Vaublanc, par  celle de 1789, amène ce dernier, contemporain de la chute de Louis XVI, à réfléchir sur les causes et les conséquences de la  Révolution française.

## Historique
Il s'agit des mémoires et de l'analyse historique de la période 1789-1830, rédigés par le Vincent-Marie de Vaublanc, ancien ministre de l'intérieur de Louis XVIII.
L'ouvrage paraît en 1833 à Paris en quatre tomes. Il est édité par G.-A. Dentu, imprimeur-libraire, au no 1 bis rue d'Erfurth.

## Résumé
Dans le tome 1, Vaublanc   développe sa thèse générale sur les causes de la Révolution française comme étant le produit d'une faute originelle de la politique du cardinal de Richelieu humiliant les parlements. Ces derniers ont  pris leur revanche en hâtant la convocation des États Généraux en 1789.
Vaublanc distingue les actions vertueuses du cardinal telles son attitude vis-à-vis des protestants, où le cardinal s'est distingué par son esprit de tolérance face à cette minorité religieuse, notamment lors du siège de la Rochelle.
En revanche,il reproche la mauvaise gouvernance de Richelieu à l'égard des parlements : le cardinal aurait été trop laxiste concernant les atteintes à la dignité du roi et au pouvoir royal, mais au contraire, trop autoritaire en réprimant les conspirations et rivalités qui lui portaient ombrage. Le résultat de cette politique aurait été la cause première de la Révolution française de 1789.
Vaublanc fait le parallèle entre Michel de l'Hôpital et Richelieu. Louis XIV grâce à son génie et à son autorité qui inspiraient le respect, a permis momentanément de repousser la menace de désordre institutionnel. Or cette menace est apparue juste après sa mort : le cardinal s'est comporté en tyran à l'égard des parlements et a abaissé les grands corps du royaume. Si tel n'avait pas été le cas, il n'y aurait pas eu de révolution.
Le tome 2 apporte la contribution d'un point de vue historique sur l'ambiance générale qui prévalait sous la Terreur. Il s'agit de la vision d'un aristocrate royaliste proscrit, menacé à tout moment d'être arrêté et de finir sur l'échafaud, au gré de ses multiples pérégrinations à travers le territoire de la toute jeune République française.
Dans le tome 3, Vaublanc relate son expérience dans l'exercice de la fonction de préfet du département de La Moselle sous l'Empire. Il critique certains aspects de la politique de Napoléon, alors même qu'il était l'un de ses fervents admirateurs. Il fait ensuite le récit de  son intervention comme ministre de l'Intérieur du roi Louis XVIII.
Dans le tome 4, Vaublanc relate son expérience de député ultraroyaliste à la Chambre pour le département du Calvados de 1820 à 1827.